# Camponotus atriscapus
Camponotus atriscapus är en myrart som beskrevs av Santschi 1926. Camponotus atriscapus ingår i släktet hästmyror, och familjen myror. Inga underarter finns listade.